# Fellowship of the New Life

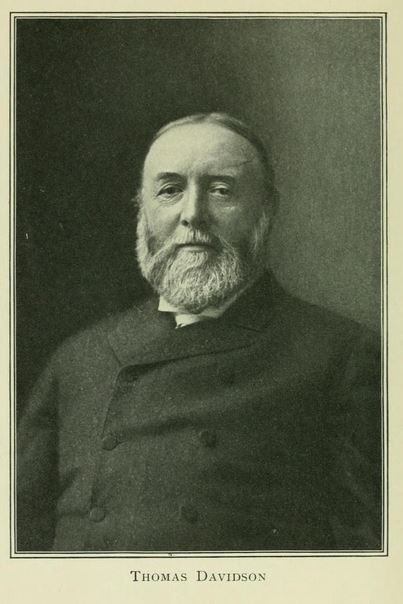
Thomas Davidson 1840–1900

La Fellowship of the New Life (en français : les Compagnons de la nouvelle vie) était un groupe de réflexion politique et sociale britannique au XIXe siècle dont fit scission la Fabian Society.

## Fondation
La Fellowship of the New Life fut fondée à l'été 1883 par le philosophe écossais Thomas Davidson. Celui-là quitta dès la scission fabienne de janvier 1884 et retourna vivre aux États-Unis où il se consacra à l'éducation populaire dans les quartiers les plus pauvres de New York.
Après le départ du fondateur, la Fellowship fut maintenue en vie grâce aux efforts de Maurice Adams et J. F. Oakeshott.

## Idées
En cultivant le meilleur en chacun et en montrant l'exemple avec une vie simple, ils désiraient transformer la société en général. La plupart des membres étaient pacifistes, végétariens.
Les idées de la Fellowship influencèrent Patrick Geddes.

## Scission
La scission se produisit quand une partie des membres désira s'impliquer dans l'action politique pour transformer la société. Ils partirent fonder la Fabian Society. L'adhésion à la Fellowship et à la Fabian society n'était pas exclusive. Cependant, la Fellowship finit par se séparer au début des années 1890.

## Déménagement
En 1889, la Fellowship déménagea pour la ville de Croydon afin d'étendre son assise géographique, jusque-là confinée au centre de Londres. Elle fonda alors, à l'initiative de Maurice Adams et J. F. Oakeshott, le magazine trimestriel The Sower qui fut rebaptisé dès le second numéro Seed-Time. En 1893, créa aussi la Fellowship Gild afin de regrouper les sympathisants. Ce fut à cette occasion qu'elle attira quelqu'un comme Edward Carpenter.

## Membres principaux
La Fellowship compta parmi ses membres, à un moment ou à un autre de son histoire : les poètes Edward Carpenter et John Davidson, le défenseur des droits des animaux Henry Stephens Salt, le sexologue Havelock Ellis, la féministe Edith Lees (qui ensuite épousa Havelock Ellis), la romancière Olive Schreiner et les futurs Fabiens Edward R. Pease, Frank Podmore, Hubert Bland et son épouse Edith Nesbit. Ramsay MacDonald y adhéra brièvement. Il écrivit que la Fellowship s'inspirait de Henry David Thoreau et Ralph Waldo Emerson.